# 1992 en Norvège
Chronologie de la Norvège
- 1988
- 1989
- 1990
- 1991
- 1992
- 1993
- 1994
- 1995
- 1996

Cet article présente les faits marquants de l'année 1992 en Norvège ou relatifs à la Norvège.

## Gouvernance
- Harald V est roi de Norvège.
- Gro Harlem Brundtland est le chef du gouvernement.

## Événements
- Le Vikingskipet (« bateau viking » en norvégien), dont le nom officiel est Hamar olympiahall (salle olympique de Hamar), est une salle multi-usage située à Hamar, en Norvège. La salle a été conçue par Niels Torp (en) et Biong & Biong (en) et a ouvert le 19 décembre 1992. Elle a coûté 230 millions de couronnes norvégiennes.
- L'Amphithéâtre olympique de Hamar (norvégien : Hamar OL-Amfi ou Hamar Olympiske Amfi) est une salle omnisports située à Hamar, en Norvège, ouverte en 1992.

## Sport
- La Norvège participe aux Jeux olympiques d'été de 1992 à Barcelone. 83 athlètes norvégiens, 51 hommes et 32 femmes, ont participé à des compétitions dans 17 sports. Ils y ont obtenu 7 médailles : 2 d'or, 4 d'argent et 1 de bronze.
- la Norvège participe aux Jeux olympiques d'hiver de 1992 à Albertville en France. L'équipe de Norvège olympique a remporté 20 médailles (9 en or, 6 en argent et 5 en bronze) lors de ces Jeux olympiques d'hiver de 1992 à Albertville, se situant à la 3e place des nations au tableau des médailles.

## Culture
- Chomsky, les Médias et les Illusions nécessaires (en anglais « Manufacturing Consent: Noam Chomsky and the media ») est un documentaire principalement canadien de 1992[1]

## Naissances
- Naissance en Norvège en 1992

## Décès
- Décès en Norvège en 1992